# Entrenamiento auditivo
El Entrenamiento auditivo es una destreza utilizada por músicos para identificar altura, intervalos, melodía, acordes, ritmos, y otros elementos básicos de la música tan solo al escucharlos. La aplicación de esta destreza comparte similitudes con el dictado en el lenguaje escrito y hablado. Como proceso, el entrenamiento auditivo es básicamente lo opuesto al canto a primera vista, siendo este proceso similar a leer un texto escrito en voz alta sin la posibilidad de haber revisado el material antes de leerlo. El entrenamiento auditivo suele formar parte de estudios de música profesionales.

## Reconocimiento de la función de una nota
El reconocer la función de una nota conlleva identificar la función o papel de una nota en el contexto de una tónica establecida. Cuando se haya establecido una tónica, cada nota subsiguiente puede ser clasificada sin hacer una referencia explícita a las notas que la acompañan. Por ejemplo, cuando se haya establecido la tónica de sol, quienes la escuchan se darán cuenta que la nota re cumple el papel de dominante en la tónica de sol. No se necesita hacer referencia a otra nota para establecer este hecho.
Muchos músicos buscan identificar la función de una nota para identificar, entender, y apreciar las funciones y significados de una nota dentro de una tónica. Para conseguirlo, los números asignados a una escala o el sistema de notación por sílabas (do, re, mi, etc.) pueden ser de mucha utilidad. Al usar tales sistemas, notas con funciones idénticas (la nota base o tónica, por ej.) son asociadas de forma similar (por ej.,1 o do).
El reconocer la función de una nota no es lo mismo que el solfeo de do fijo, (por ej., do, re, mi, etc). Reconocer la función de una nota hace énfasis en el papel de una nota en relación con la tónica, mientras que los símbolos del solfeo de do fijo funcionan como etiquetas de valor absoluto de una nota (do=C/do, re=D/re, etc., en cualquier clave). En el sistema de do fijo (que se usa en conservatorios de los países de lengua romance por ej., París, Madrid, Roma, además de la Escuela Juilliard y el Instituto de Música Curtis en los EE. UU.) los símbolos de solfeo no describen el papel de las notas en relación con la tónica, sino más bien describen las notas en sí. En el sistema de do movible existe una correspondencia entre el símbolo de solfeo y el papel de una nota. Sin embargo, no se requiere que músicos asocien los símbolos del solfeo con los grados de una escala. De hecho, un músico podría usar el sistema del do movible para denominar notas mientras que en la mente detectan intervalos a fin de determinar la secuencia de los símbolos de solfeo.
Esta técnica además presenta muchas ventajas. Ya que la mayoría de la música es tonal, esta técnica se puede aplicar en muchos casos y debido a que no se necesita de notas de referencia, la música puede ser dividida en conjuntos de notas complejos y difíciles de analizar, por ej., el de una secuencia de percusión; por otro lado, el análisis de una nota puede comenzar de forma inmediata una vez que se toque una nota fácil de identificar, por ej., el de una trompeta, sin necesidad de acordarse de la última nota de la línea recién tocada o del solo, ni con la necesidad de acordarse de una serie de intervalos al regresar hasta el comienzo de una pieza. Ya que la función del reconocimiento del tipo de notas es un elemento clave, el problema de intervalos compuestos con reconocimiento de intervalos no es un problema, no es de mayor importancia si las notas de una melodía se tocan dentro de una octava o en muchas octavas.
Sin embargo, el reconocer la función de una nota presenta algunas desventajas. La música que no proporcione una tónica o que tenga ambigüedad tonal no proporciona el marco de referencia que se necesita para este tipo de análisis. Al momento de enfrentarse a un cambio de clave, un estudiante de saber aplicar el reconocimiento funcional de una nota después del cambio de clave: puede mantener la tónica original o cambiar el marco de referencia según la nueva tónica. Este último aspecto en particular requiere de un análisis a tiempo real (o incluso anticipado) de la música que resulta compleja debido a las modulaciones, y es el factor clave en el sistema del do movible.

## Reconocimiento de intervalos
El reconocimiento de Intervalos también es una técnica útil para músicos, ya que a fin de determinar las notas en una melodía, un músico debe ser capaz de reconocer algunos intervalos. Algunos profesores de música les enseñan a sus estudiantes la técnica del oído relativo al hacer que asocien cada intervalo posible en las dos primeras notas de alguna canción popular. Sin embargo, otros han demostrado que tales asociaciones de melodías familiares son de alcance limitado y que solo pueden aplicarse a un grado de escala específico que se encuentra en cada melodía.
Además, existen muchos sistemas (los que incluyen el solfeo, el sargam y la lectura numeral a primera vista) que asignan sílabas específicas a las diferentes notas de una escala. Entre otras cosas, estas técnicas ayudan a facilitar el escuchar cómo los intervalos pueden sonar en contextos distintos, como al iniciar en notas distintas dentro de la misma escala.

## Reconocimiento de acordes
Al reconocer la melodía de una canción se suma el escuchar la estructura armónica que la complementa. Un músico por lo general practica escuchando diferentes tipos de acordes y sus inversiones fuera de contexto, solo para oír el sonido característico de dicho acorde. Adicionalmente, aprende progresiones de acordes para oír cómo los acordes se relacionan unos con otros dentro del contexto de una pieza musical.

## Acordes microtonales y reconocimiento de intervalos
Este proceso es similar al entrenamiento auditivo de 12 tonos, pero con muchos más intervalos que distinguir. Algunos aspectos del entrenamiento auditivo microtonal se tratan en el artículo Harmonic Experience, de W. A. Mathieu, donde puede encontrarse ejercicios de canto a primera vista, como el cantar sobre un pedal para aprender a reconocer intervalos de entonación justos. También se pueden encontrar proyectos de software en proceso de desarrollo o terminados que están enfocados al entrenamiento auditivo o que pueden funcionar como complemento al tocar microtonos.
Gro Shetelig, del Norwegian Academy of Music, está trabajando en el desarrollo de un método de entrenamiento microtonal para cantantes y ha creado el software Micropalette, una herramienta que ayuda a escuchar tonos, acordes e intervalos microtonales. Aaron Hunt, de Hi Pi instruments, ha creado Xentone, otra herramienta de entrenamiento auditivo microtonal.

## Reconocimiento del ritmo
Una forma en la que los músicos practican el ritmo es dividirlos en patrones más pequeños y fáciles de identificar.  Por ejemplo, uno podría empezar aprendiendo los sonidos de todas las combinaciones de cuatro corcheas y silencios de corcheas, y luego hacer una serie de diferentes patrones de negras en conjunto.
Otra forma de practicar ritmo es a través de memoria muscular, o de asignar ritmos a diferentes músculos de nuestro cuerpo- Uno podría empezar a marcar el ritmo con las manos y los pies de forma individual o cantar un ritmo en sílabas (por ej., "da-da-dada"). En etapas más avanzadas uno puede marcar el ritmo con la mano, pie o voz y hacerlo de forma simultánea, marcando varios ritmos que se traslapan a la vez.
Se puede usar un metrónomo para poder mantener un tiempo preciso.

## Reconocimiento del timbre
Cada tipo de instrumento musical tiene una cualidad de sonido característica que es sumamente independiente del ruido o la altura. Algunos instrumentos poseen más de un timbre, por ej., el sonido de un violín tocado con los dedos es diferente al de uno tocado con un arco. En otros instrumentos se puede emplear varias técnicas manuales o de embocadura para obtener la misma altura en una variedad de timbres. Si el timbre es un aspecto esencial para la melodía o la función, como es el caso de la música shakuhachi, el entrenamiento de reconocimiento de altura no será suficiente para reconocer la pieza musical en su totalidad. Aprender a identificar y diferenciar diferentes tipos de timbres es una importante técnica musical que se puede obtener y mejorar al entrenarla.

## Transcripción
Por lo general los profesores de música recomiendan transcribir música grabada como forma de practicar los aspectos vistos anteriormente, incluyendo reconocer ritmo, melodía y armonía. El profesor también podría tocar (o "dictar") composiciones cortas para que el estudiante escuche y las transcriba en escrito.

## Métodos de entrenamiento moderno
Para poder identificar y reproducir intervalos musicales, escalas, acordes, ritmos y otros parámetros audibles se necesita invertir una gran cantidad de práctica. Algunos ejercicios que conllevan identificar por lo general necesitan de un compañero que tenga experiencia para que toque las piezas que se están tratando y responder a las dudas que se presenten. Un software especializado de teoría musical puede suplir la falta de un compañero, adecuarse al entrenamiento del usuario según sus necesidades y llevar un registro preciso del progreso adquirido. Los conservatorios y universidades de música suelen licenciar software de pago para sus estudiantes,  como Meludia, EarMaster, Auralia y MacGAMUT , para que de esta forma puedan mantener un registro y manejar la información de los estudiantes en una red. También se puede encontrar una variedad de software gratuito, ya sean aplicaciones que funcionan en buscadores de Internet o aplicaciones descargables. Por ejemplo, el software gratuito de código abierto que está bajo la GPL, como GNU Solfege, suele entregar una gran cantidad de funciones similares a las de productos patentados. La mayoría de los software funcionan en base a MIDI, lo que permite al usuario personalizar los instrumentos utilizados e incluso recibir sonido de dispositivos compatibles con MIDI, como los teclados electrónicos. También hay aplicaciones de entrenamiento auditivo interactivo disponibles para teléfonos inteligentes.